# Tripogon lisboae
Tripogon lisboae är en gräsart som beskrevs av Otto Stapf. Tripogon lisboae ingår i släktet Tripogon och familjen gräs. Inga underarter finns listade i Catalogue of Life.